# SS-Skijäger-Batallion
Het SS-Skijäger-Batallion "Norwegen" (Noors: SS-Skijegerbataljon "Norge") was een militaire eenheid binnen de Duitse Waffen-SS, de gewapende vleugel van de Schutzstaffel. Het bestond voornamelijk uit vrijwilligers uit Noorwegen, en daarnaast enkele Duitse soldaten.

## Geschiedenis
De meeste officieren en onderofficieren waren Noors. Het werd opgericht in februari 1942 als onderdeel van het Norske Legion en toegevoegd aan de 6e SS-Gebirgs-Division Nord, hoewel het formeel een politie-eenheid was. In de winter van 1943 werd de toenmalige compagnie opgewaardeerd tot bataljon, met drie grote infanteriecompagnieën en een stafcompagnie. Bijna zijn hele bestaan vocht het bataljon aan het Karelische front in Finland. Er werden onder andere ervaren veteranen gerekruteerd uit de 5e SS-Panzer-Division "Wiking".

## Organisatie
Het bataljon was officieel een hulppolitie-eenheid. Het bestond uit een ondersteunende compagnie en drie compagnies die daadwerkelijk aan het front gevochten. Deze waren allemaal opgedeeld in 3 lichte infanteriepelotons (Jäger) en 1 machinegeweerpeloton. Het bataljon vertrouwde vooral op zijn wendbaarheid: de Duitse en Noorse soldaten konden zich gemakkelijk voortbewegen over de besneeuwde en beboste berghellingen vanwege hun ski's.